# Fins voetbalelftal onder 18 (mannen)
Het Fins voetbalelftal voor mannen onder 18 is een voetbalelftal voor spelers onder de 18 jaar dat Finland vertegenwoordigt op internationale toernooien. Het elftal speelt onder andere wedstrijden voor het Europees kampioenschap voetbal onder 18.

## Prestaties op Europees kampioenschap
| Europees kampioenschap voetbal onder 18 | Europees kampioenschap voetbal onder 18 | Europees kampioenschap voetbal onder 18 | Europees kampioenschap voetbal onder 18 | Europees kampioenschap voetbal onder 18 | Europees kampioenschap voetbal onder 18 | Europees kampioenschap voetbal onder 18 | Europees kampioenschap voetbal onder 18 | Europees kampioenschap voetbal onder 18 | Europees kampioenschap voetbal onder 18 |
| Jaar                                    | Ronde                                   | Wed.                                    | W                                       | G                                       | V                                       | DV                                      | DT                                      | KW                                      |                                         |
| --------------------------------------- | --------------------------------------- | --------------------------------------- | --------------------------------------- | --------------------------------------- | --------------------------------------- | --------------------------------------- | --------------------------------------- | --------------------------------------- | --------------------------------------- |
| 1981                                    | Niet gekwalificeerd                     | Niet gekwalificeerd                     | Niet gekwalificeerd                     | Niet gekwalificeerd                     | Niet gekwalificeerd                     | Niet gekwalificeerd                     | Niet gekwalificeerd                     | kwalificatie                            |                                         |
| 1982                                    | Groepsfase                              | 3                                       | 1                                       | 1                                       | 1                                       | 5                                       | 5                                       | kwalificatie                            |                                         |
| 1983                                    | Groepsfase                              | 3                                       | 1                                       | 1                                       | 1                                       | 5                                       | 3                                       | kwalificatie                            |                                         |
| 1984                                    | Niet gekwalificeerd                     | Niet gekwalificeerd                     | Niet gekwalificeerd                     | Niet gekwalificeerd                     | Niet gekwalificeerd                     | Niet gekwalificeerd                     | Niet gekwalificeerd                     | kwalificatie                            |                                         |
| 1986                                    | Niet gekwalificeerd                     | Niet gekwalificeerd                     | Niet gekwalificeerd                     | Niet gekwalificeerd                     | Niet gekwalificeerd                     | Niet gekwalificeerd                     | Niet gekwalificeerd                     | kwalificatie                            |                                         |
| 1988                                    | Niet gekwalificeerd                     | Niet gekwalificeerd                     | Niet gekwalificeerd                     | Niet gekwalificeerd                     | Niet gekwalificeerd                     | Niet gekwalificeerd                     | Niet gekwalificeerd                     | kwalificatie                            |                                         |
| 1990                                    | Niet gekwalificeerd                     | Niet gekwalificeerd                     | Niet gekwalificeerd                     | Niet gekwalificeerd                     | Niet gekwalificeerd                     | Niet gekwalificeerd                     | Niet gekwalificeerd                     | kwalificatie                            |                                         |
| 1992                                    | Niet gekwalificeerd                     | Niet gekwalificeerd                     | Niet gekwalificeerd                     | Niet gekwalificeerd                     | Niet gekwalificeerd                     | Niet gekwalificeerd                     | Niet gekwalificeerd                     | kwalificatie                            |                                         |
| 1993                                    | Niet gekwalificeerd                     | Niet gekwalificeerd                     | Niet gekwalificeerd                     | Niet gekwalificeerd                     | Niet gekwalificeerd                     | Niet gekwalificeerd                     | Niet gekwalificeerd                     | kwalificatie                            |                                         |
| 1994                                    | Niet gekwalificeerd                     | Niet gekwalificeerd                     | Niet gekwalificeerd                     | Niet gekwalificeerd                     | Niet gekwalificeerd                     | Niet gekwalificeerd                     | Niet gekwalificeerd                     | kwalificatie                            |                                         |
| 1995                                    | Niet gekwalificeerd                     | Niet gekwalificeerd                     | Niet gekwalificeerd                     | Niet gekwalificeerd                     | Niet gekwalificeerd                     | Niet gekwalificeerd                     | Niet gekwalificeerd                     | kwalificatie                            |                                         |
| 1996                                    | Niet gekwalificeerd                     | Niet gekwalificeerd                     | Niet gekwalificeerd                     | Niet gekwalificeerd                     | Niet gekwalificeerd                     | Niet gekwalificeerd                     | Niet gekwalificeerd                     | kwalificatie                            |                                         |
| 1997                                    | Niet gekwalificeerd                     | Niet gekwalificeerd                     | Niet gekwalificeerd                     | Niet gekwalificeerd                     | Niet gekwalificeerd                     | Niet gekwalificeerd                     | Niet gekwalificeerd                     | kwalificatie                            |                                         |
| 1998                                    | Niet gekwalificeerd                     | Niet gekwalificeerd                     | Niet gekwalificeerd                     | Niet gekwalificeerd                     | Niet gekwalificeerd                     | Niet gekwalificeerd                     | Niet gekwalificeerd                     | kwalificatie                            |                                         |
| 1999                                    | Niet gekwalificeerd                     | Niet gekwalificeerd                     | Niet gekwalificeerd                     | Niet gekwalificeerd                     | Niet gekwalificeerd                     | Niet gekwalificeerd                     | Niet gekwalificeerd                     | kwalificatie                            |                                         |
| 2000                                    | Groepsfase                              | 3                                       | 1                                       | 1                                       | 1                                       | 5                                       | 5                                       | kwalificatie                            |                                         |
| 2001                                    | Groepsfase                              | 3                                       | 0                                       | 1                                       | 2                                       | 6                                       | 13                                      | kwalificatie                            |                                         |
| Toernooi ging verder als EK onder 19.   |                                         |                                         |                                         |                                         |                                         |                                         |                                         |                                         |                                         |